# Кремела
Кремѐла (на италиански: Cremella, на западноломбардски: Crimela, Кримела) е село и община в Северна Италия, провинция Леко, регион Ломбардия. Разположено е на 384 m надморска височина. Населението на общината е 1765 души (към 2014 г.).